# Stor anakonda
Stor anakonda (Eunectes murinus) eller grøn anakonda er en stor kvælerslange. Den kan blive op til 8-9 m lang og veje op til 227 kilogram (svarende til 3 fuldvoksne mænd). Anakondaen kan være tyk som et traktordæk, hvilket gør den til den tungeste slangeart i verden. Den lever i sumpområder i Sydamerika og befinder sig næsten kun i vandet, hvor den parrer sig og jager samt spiser de dyr, der kommer ned til vandet for at drikke eller bade.
Anakondaen lever også i The Everglades, Florida, formentlig pga. løsslupne kæledyr. Formering er ikke observeret her.
En stor anakonda er så stærk, at den kan kvæle mennesker. Der er også gået historier om, at den har spist et. Der er dokumenteret angreb på mennesker.

## Føde
Normalt lever slangen af pattedyr, som kan være alt den lige får fat i, lige fra mus til større pattedyr. 
Anakondaen kan også spise vandfugle, som den sniger sig ind på og angriber bagfra. Flodsvin, hjorte, tapirer, alligatorer og selv jaguarer står også på slangens menukort. 
Der kan gå op til 9 måndeder før Anakondaen er sulten igen, hvis den har fået et ordentligt måltid.

## Kampe
Den store anakonda jager i dagslys, fordi dens øjne ikke er bygget til at se så godt om natten. Den kan også finde på at angribe krokodiller. Kampene mod krokodillen kan vare meget længe.

## Parring & unger
Hunnen er som regel større end hannen. Når hun er parringsklar udsender hun en duft der tiltrækker hannen, ofte bliver flere hanner tiltrukket af samme duft, endda på flere km's afstand. Når de har fundet hinanden snor slangerne sig rundt om hinanden til en stor, rodet knude. Man har set op til 12 hanner på én gang viklet rundt om en hun. De ligger og bevæger sig langsomt som i en slowmotion brydekamp. Det er hunnens måde at se hannerne an på. Kampen kan vare i en måned, før hunnen beslutter sig for en af hannerne.  
Efter parringen kan hunnen finde på at æde hannen for at have noget "energi" når hun nu skal til at producere unger. Man har fundet hunner, der havde slugt en mindre han. Hunanakondaen lægger ikke æggene, som de fleste andre slanger, men beholder dem inde i sig, til de klækker. Efter ½ år føder hun de levende unger. En stor hun kan få op til 100 babyslanger, der hver er 60 cm lange.